# Klara tekniska fabrik

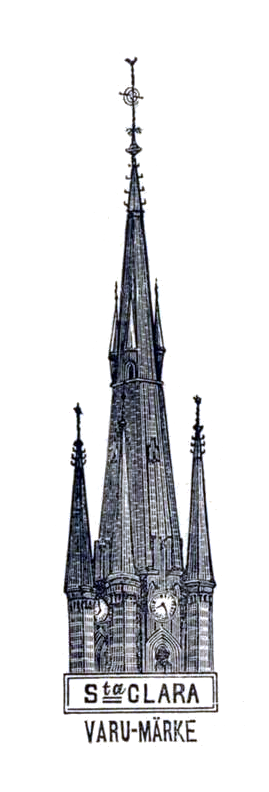
Varumärke använt i annonser från 1880- och 1890-talet.

Klara tekniska fabrik, även Klara stearinljusfabrik, var en svensk stearinljusfabrik i Stockholm.
Fabriken grundades 1843 av Lars Montén (1785–1872) och John Johansson (1817–1859) som landets andra stearinljusfabrik.Den var då belägen i Klara församling inne i Stockholm. Efter Johanssons död blev Montén ensam ägare. Inför byggandet av Stockholms centralstation på 1860-talet flyttades verksamheten till Alvik i Bromma socken. Flera decennier senare skulle ljustillverkningen föras över till Liljeholmens stearinfabrik.

## Bakgrund till fabrikens grundande

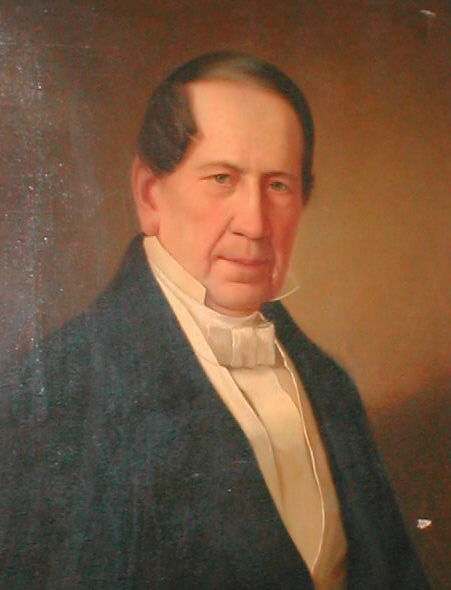
Lars Montén. Oljemålning av Wilhelmina Lagerholm.

Från 1811 till 1823 var Lars Montén anställd på grosshandlare Carl Johan Ekermans kontor och blev samtidigt egen handlande. Han började även 1823 tillverkning av såpa, fastän med en enda arbetare, som drog omkring med fabrikatet till kunderna. Som ung kom han även i kontakt med Jöns Jacob Berzelius, som blev hans lärare och vän. Så lades grunden till Monténs bana som fabriksidkare.

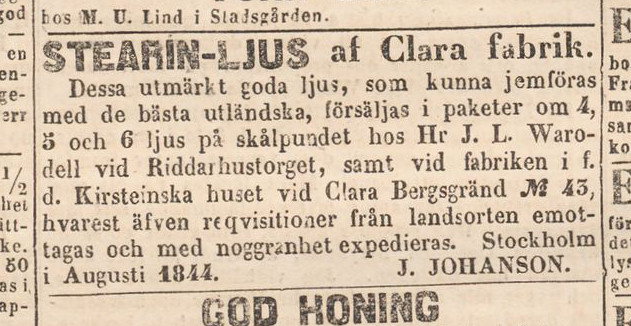
Annons för stearinljus från Clara fabrik, augusti 1844.

Montén kom att ägna sin uppmärksamhet åt en alldeles ny fabrikationsgren, som höll på att införas i Sverige. År 1843 blev han bekant med en John Johansson, som tidigare sysselsatt sig med tillverkning av vaxljus (candela), men nu ägnade han sig åt fabrikation av stearinljus, och med honom associerade sig Montén. Vid den tiden hade Johansson sin verksamhet i Kirsteinska trädgården i Klara församling, varför den nya stearinljusfabriken kallades Klara tekniska fabrik, vilket namn bibehölls, fastän fabriken flyttade därifrån.
I början av 1850-talet anlade Montén för egen räkning, under ledning av en anförvant, Carl August Montén, i Maria Magdalena församling, en underavdelning av stearinljustillverkningen för fabrikation av palmatinljus, en slags sekunda stearinljus, lösare och sämre vara, samt gula till färgen. De ljusen var några styver paketet billigare än stearinljusen, men de var obetydligt bättre än de gamla talgljusen. Detta fabrikat ville aldrig ta någon fart och tillverkningen av dem blev nedlagd efter några år.

## Starten vid Kirsteinska huset i Klara församling

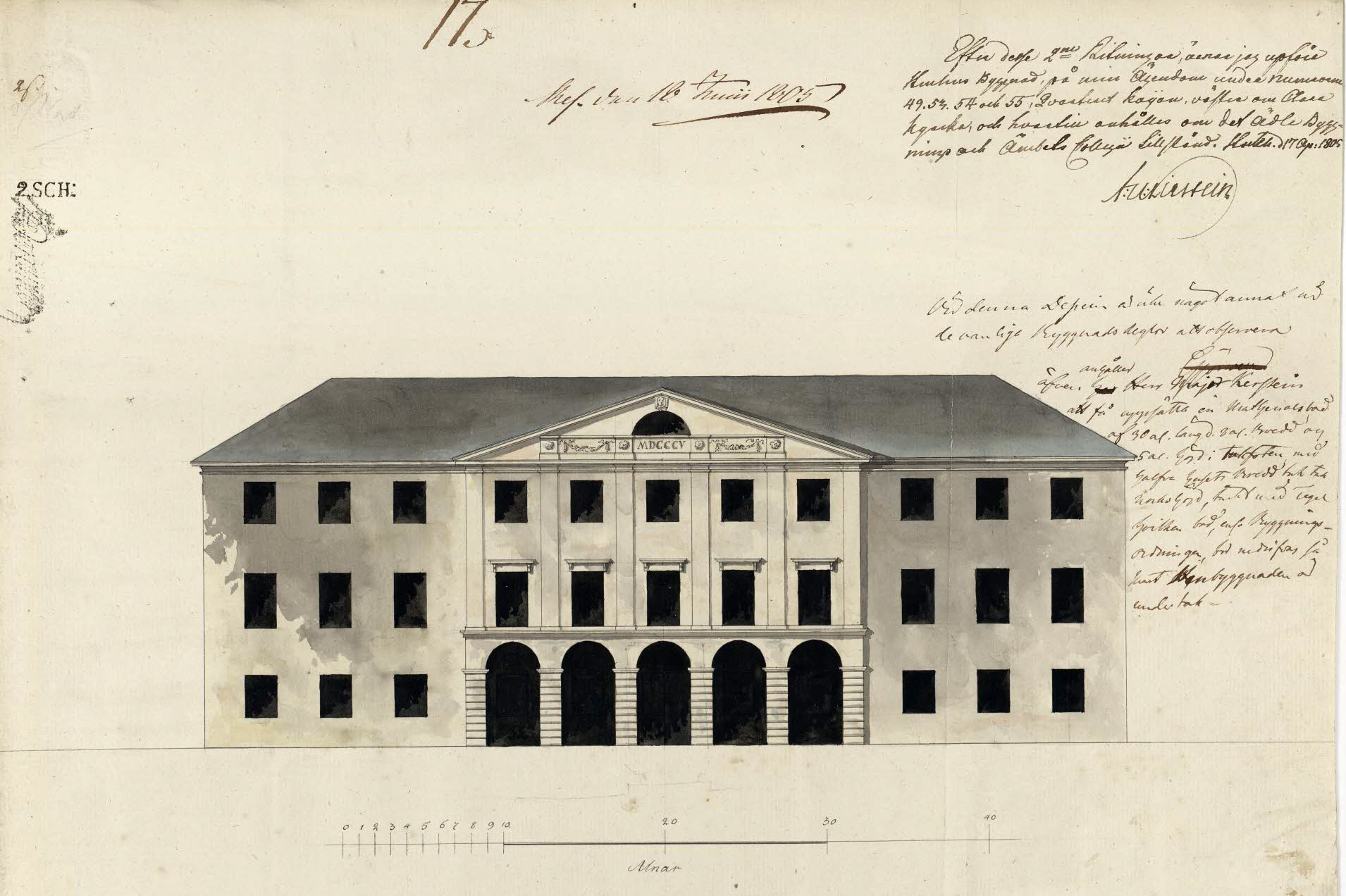
Stearinljusfabriken Klara tekniska fabrik startade sin verksamhet vid Klara Bergsgränd 43 i trädgården vid Kirsteinska huset. Fasadritning från 1805 i Stockholms stadsarkiv.

Stearinljusfabriken var först belägen vid Klara Bergsgränd 43 i Kirsteinska trädgården vid Kirsteinska huset i Klara församling i Stockholm.
"Då emellertid på 1860-talet järnvägsbyggnaderna uppfördes i Stockholm, måste fabriken i 
Kirsteinska huset flyttas, och som platsen vid södra fabriken var för trång samt inga nya fabriker af 
detta slag, enligt den nya byggnadsordningen, fingo uppföras inom staden, byggdes nya fabrikshus år 
1864 omkring 3 kilometer utanför Kungsholms tull å egendomen Alvik vid Mälaren, nära Tranebergs bro."

## Flytten till Alvik i Bromma
Efter riksdagsbeslut 1862–1863 om att dra en sammanbindningsbana genom Stockholm väntade expropriationsdomar. Därför flyttade Montén  sin verksamhet till Alvik i Bromma socken sedan han köpt in de båda gårdarna Alviks gård och Äppelvikens gård. Vid Mälarstranden i Alvik uppförde han sin fabrik 1864 och namnet Klara tekniska fabrik, även Clara stearinljusfabrik, bibehölls. Kontor och försäljningsbod fanns på Stora Nygatan 19 i Gamla stan. Förbindelserna mellan Alvik och staden ordnades med eget ångfartyg. Efter Monténs död 1872 övertogs fabriken av släktingar. I slutet av 1920-talet såldes Monténs fabrik till Barnängens Tekniska Fabrik, som då flyttade från Bondegatan till Alvik i Bromma. Monténs fabriker uppgick 1929 i Barnängens Tekniska Fabrik. Såpa- och tvättmedelstillverkningen behölls i Alviks Strand och tillverkningen av stearinljus övergick till Liljeholmens stearinfabrik.

## Bilder från Klara tekniska fabrik i Alvik

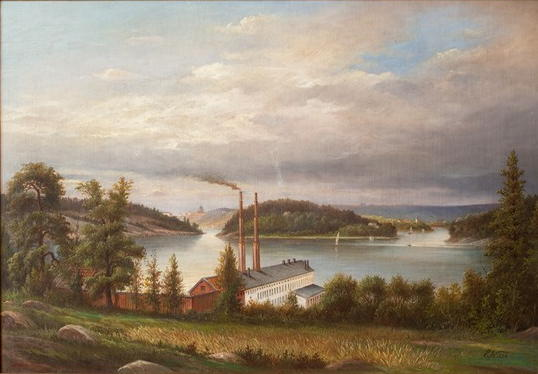
Utsikt från Alvik in mot staden. Oljemålning från 1884 av konstnären Ernfried Wahlqvist (1815–1895).
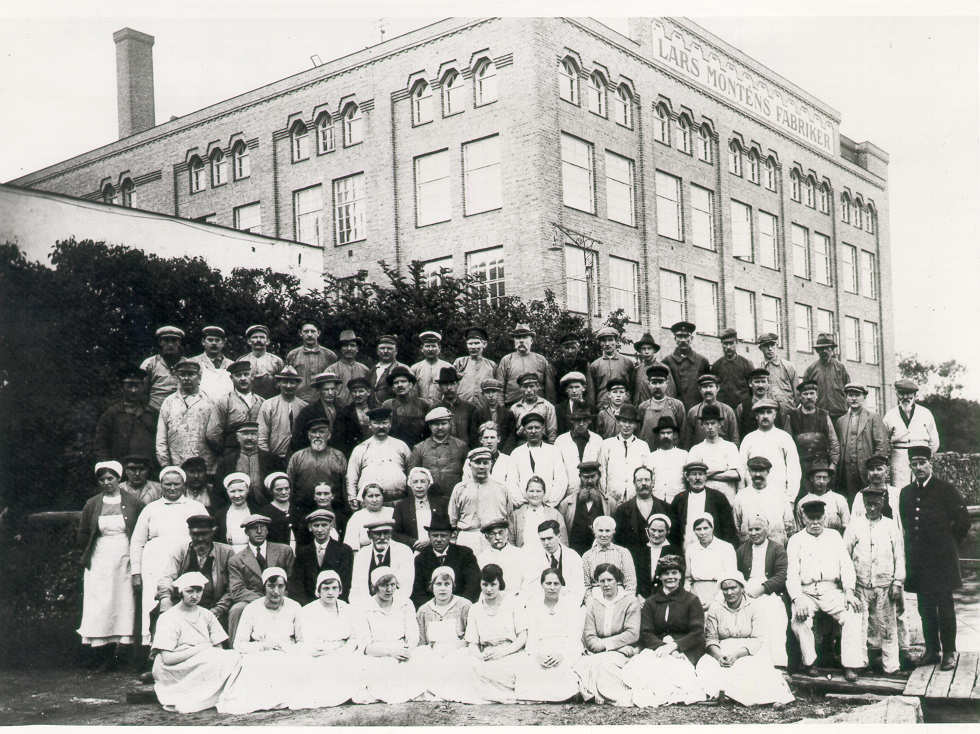
Gruppbild utanför Lars Monténs fabriker, Clara tekniska fabrik, en stor röd tegelbyggnad, som byggdes 1864, vid nuvarande Gustavslundsvägen 147, vid Alviks Strand. Foto från 1920.
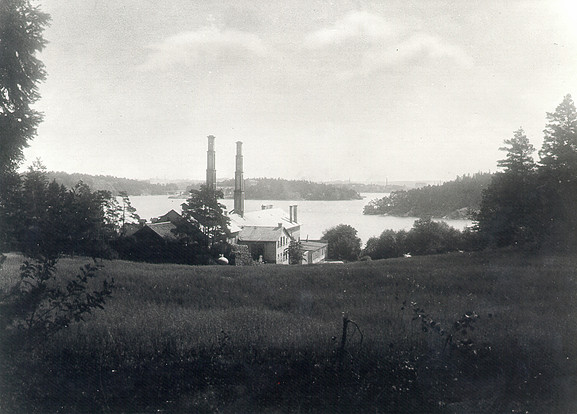
Vy över Lars Monténs fabriker, Clara tekniska fabrik, vid nuvarande Gustavslundsvägen 147, vid Alviks Strand. Foto från 1927.
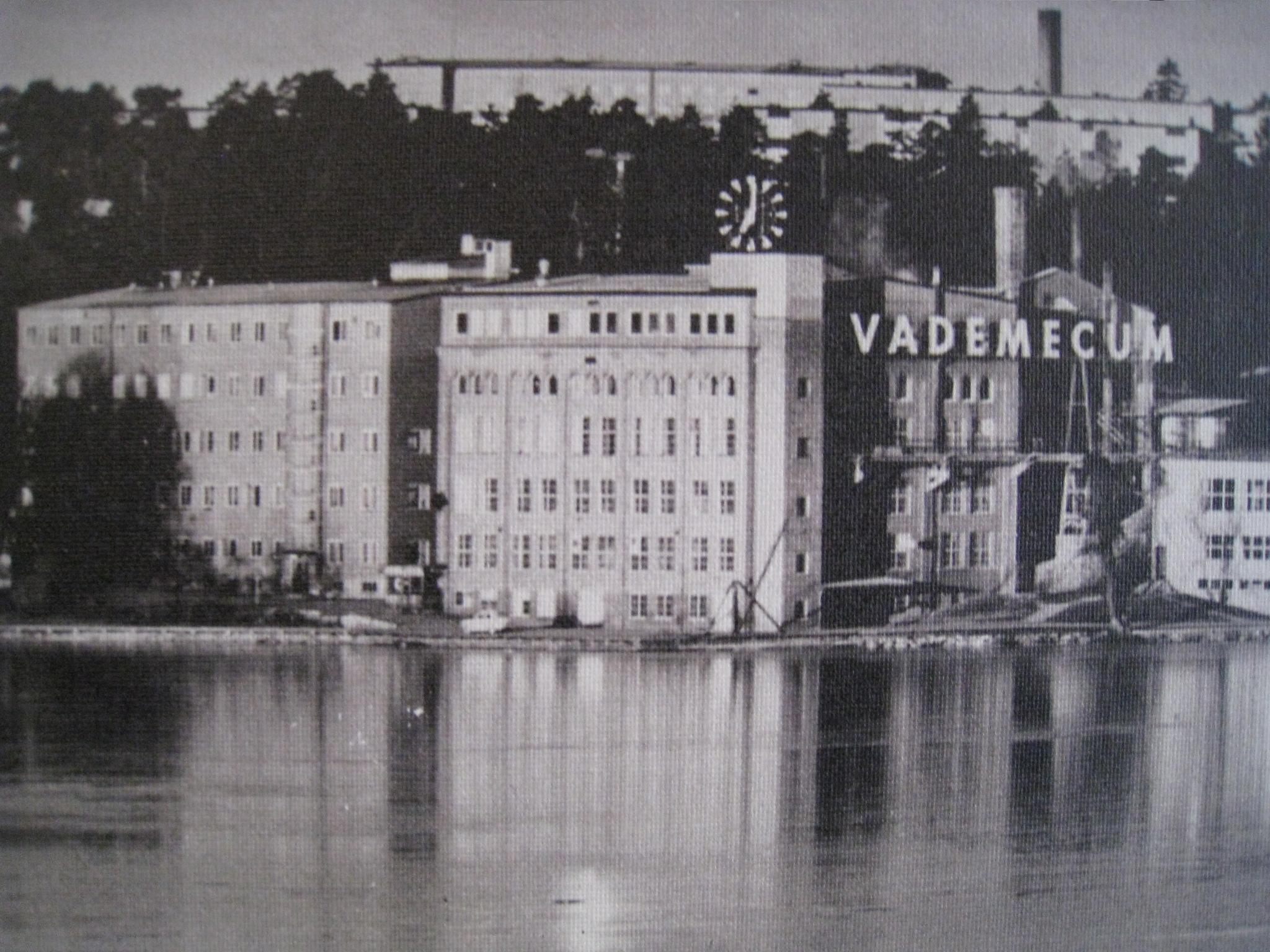
Lars Monténs stearinfabrik, en röd tegelbyggnad från 1864. Foto från 1950- eller 1960-talet.
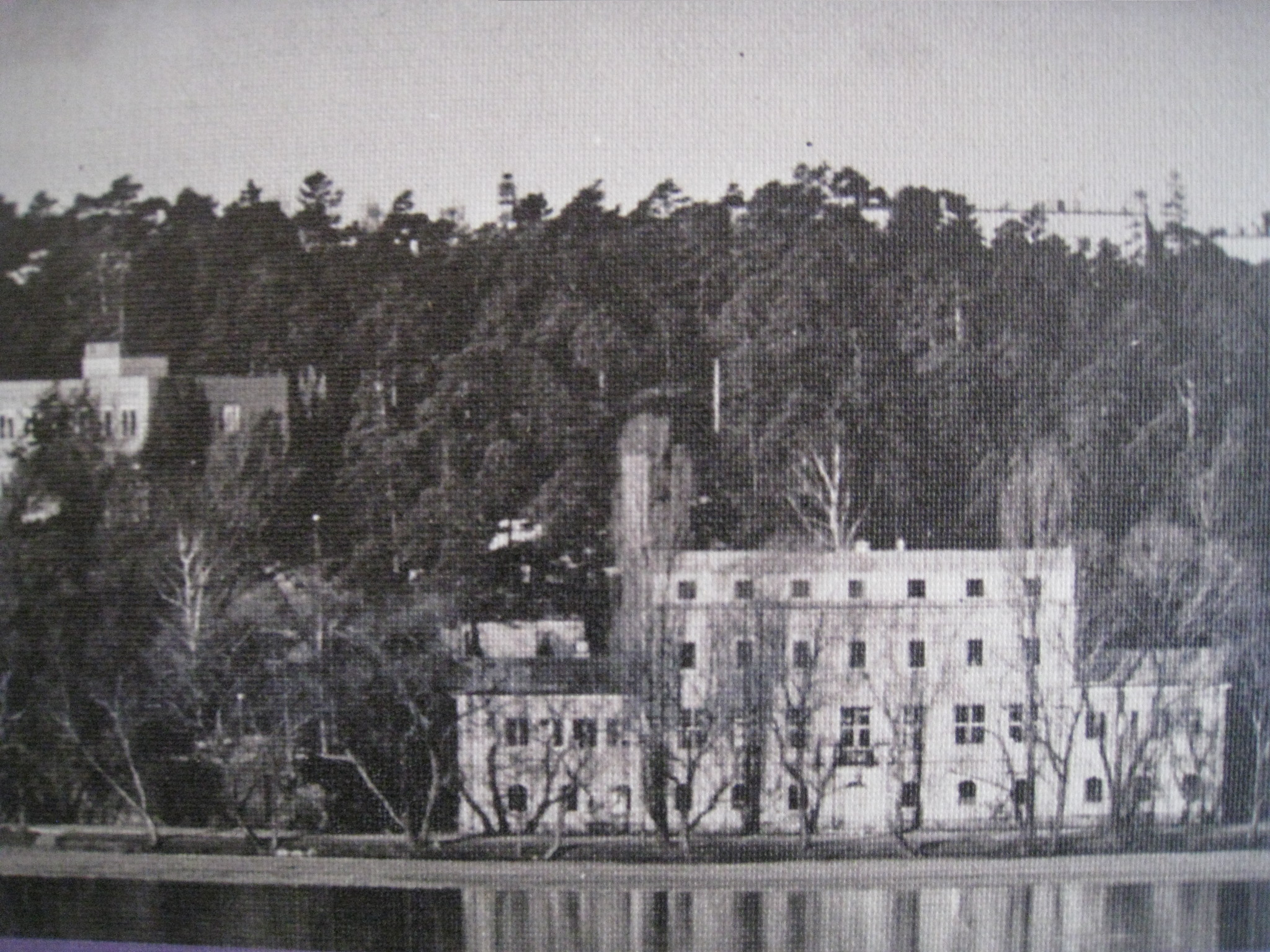
Vita huset, Alviks Strand, som från början var en mjölksyrafabrik, och senare blev huvudkontor för Barnängens Tekniska Fabrik.